# Gonomyia alboannulata
Gonomyia alboannulata är en tvåvingeart som beskrevs av Alexander 1931. Gonomyia alboannulata ingår i släktet Gonomyia och familjen småharkrankar. Inga underarter finns listade i Catalogue of Life.